# Rhaphium nudum
Rhaphium nudum är en tvåvingeart som först beskrevs av Van Duzee 1924.  Rhaphium nudum ingår i släktet Rhaphium och familjen styltflugor. Inga underarter finns listade i Catalogue of Life.